# Scheumorfismo

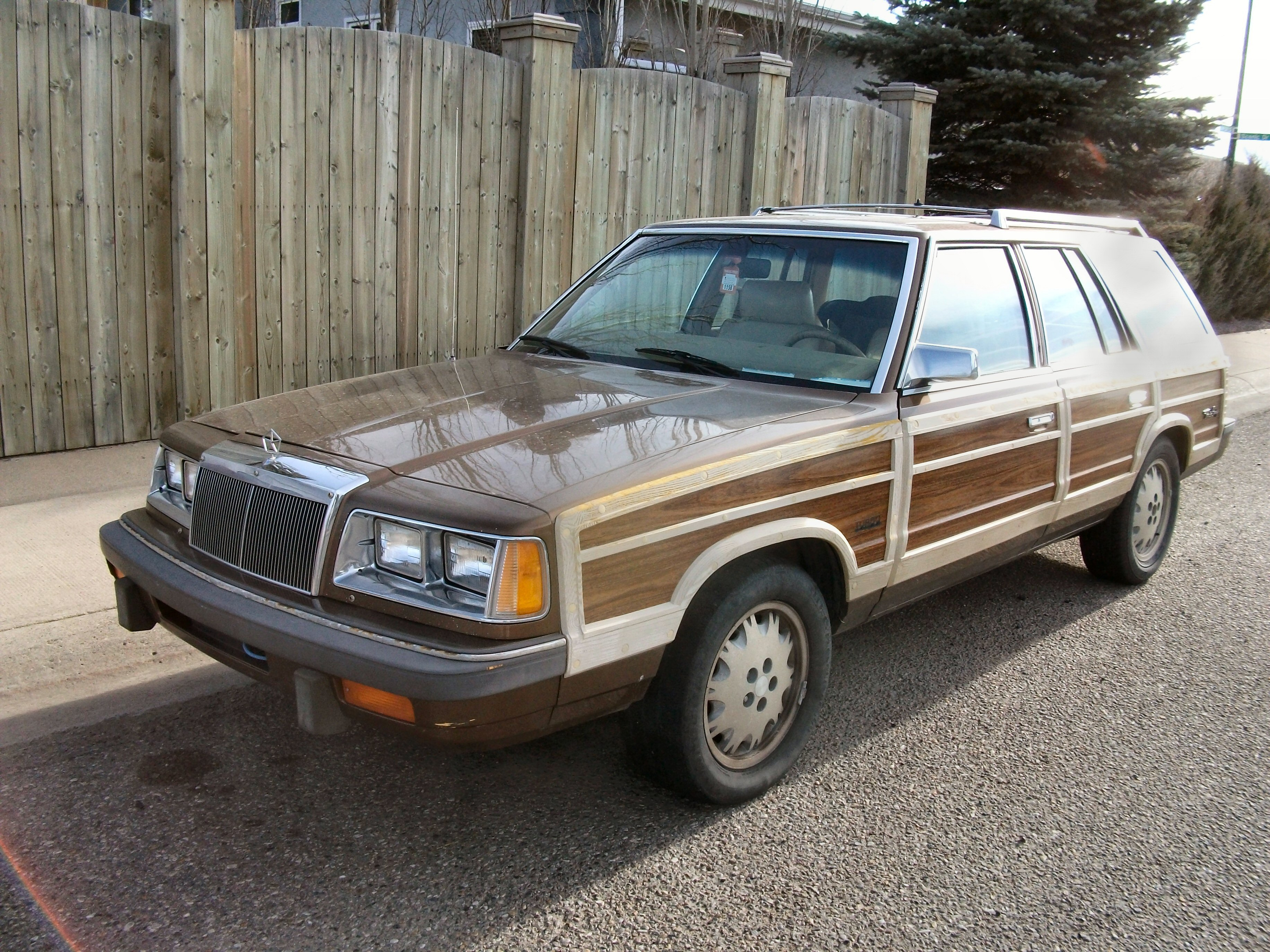
Venature del legno riprodotte su una automobile (Chrysler LeBaron Town&Country Station Wagon del 1986)

Uno scheumorfismo (o skeumorfismo) è un ornamento fisico o grafico apposto su un oggetto allo scopo di richiamare le caratteristiche estetiche di un altro, come ad esempio una ceramica ornata con dei rivetti per far in modo che ricordi una pentola di metallo o un software di visualizzazione che mostra i dati suddivisi in pagine animate che riproducono le caratteristiche fisiche della carta.

## Etimologia
Il termine scheumorfismo deriva dalle parole greche σϰεῦος (skeûos; contenitore o vaso, attrezzo o arnese) e μορφή (morphḗ; forma).
Il nome scheumorfismo è un adattamento fonetico del nome inglese skeuomorphism, da cui deriva anche la variante skeuomorfismo. Il primo elemento di skeuomorphism, cioè  skeuo-, è a sua volta una traslitterazione dal greco.
Nella lingua italiana è un neologismo che riprende il termine in uso con lo stesso significato nella lingua inglese. In quest'ultima è invece un termine attestato, con riferimento agli oggetti materiali, fin dal 1890. Grazie alla diffusione dei computer, nella seconda metà del Novecento il suo significato si è poi esteso anche alle interfacce grafiche e alle rappresentazioni digitali.

## Scheumorfismo materiale

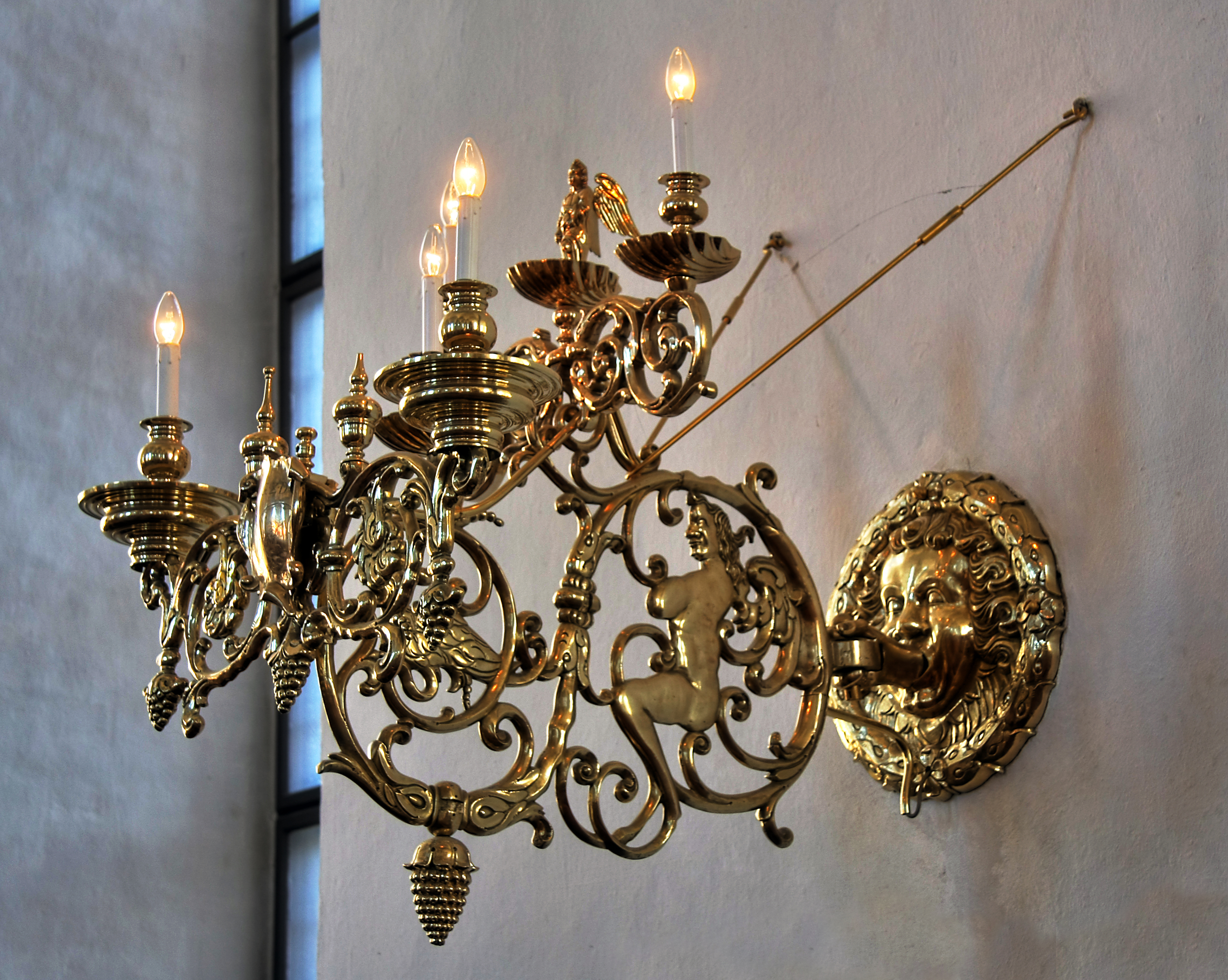
Un lampadario con lampadine modellate a forma di candela

Storicamente, venivano create riproduzioni in ceramiche di oggetti di pregio, consentendo alle persone comuni di possedere oggetti che avessero l'aspetto di gioielli. In epoca contemporanea è comune la produzione di oggetti di plastica economica, che riproducono l'aspetto di oggetti in legno o metallo di maggior prezzo.

## Scheumorfismo digitale
Numerosissimi programmi per PC e smartphone adottano interfacce grafiche scheumorfiche, che simulano oggetti del mondo fisico. Un primo esempio di questa tendenza fu il pacchetto software RealThings, proposto da IBM nel 1998. Un esempio più estremo è rappresentato dai pacchetti software di composizione musicale, che emulano in modo estremamente dettagliato gli strumenti musicali fisici. Alcuni software includono persino dettagli grafici ripresi dal design originale, ma che non hanno alcuna reale funzione nella interfaccia grafica, come maniglie, viti e fori di ventilazione.
Anche i sistemi che non utilizzano immagini di oggetti fisici spesso contengono elementi scheumorfici; ad esempio, le barre di scorrimento emulano i potenziometri lineari e la visualizzazione delle schede e delle cartelle nei file manager o nel browser riprende l'idea degli schedari e delle linguette profilate di cartoncino.
A causa della necessità di utilizzare immagini grafiche (icone) per la rappresentazione di funzioni (per motivi di spazio e universalità), gli scheumorfismi digitali possono conservare nel tempo richiami a oggetti fisici ormai scomparsi e/o obsoleti dal punto di vista tecnologico. Un esempio è l'utilizzo del floppy disk per rappresentare la funzione di registrazione di un documento su memoria non volatile; si è creato un simbolo che, a distanza di anni dall'uscita di scena del dischetto stesso, è ancora facile da identificare anche per le generazioni che non hanno mai conosciuto l'oggetto fisico originario.
Gli scheumorfismi non sono necessariamente visivi. Una parte rilevante dei moderni telefoni cellulari, quando si scatta una foto, produce un rumore simile a quello di una macchina fotografica reflex; altro non è che uno scheumorfismo sonoro.
Durante tutto il periodo di direzione di Steve Jobs, Apple era nota per l'ampio utilizzo di scheumorfismi in tutti i suoi software. Nell'ottobre 2012, a un anno dalla morte del fondatore, vi è stato un certo dibattito giornalistico circa la possibilità che Apple riducesse l'uso degli scheumorfismi, in conseguenza delle dimissioni forzate di Scott Forstall, che era vice presidente del software iOS ed era considerato il più acceso fautore dello stile visivo di imitazione del mondo reale dentro la casa di Cupertino. Gli incarichi di Forstall relativi al design di iOS sono successivamente passati a Jonathan Ive, che era chief design officer di Apple. Ci si attendeva che questi portasse l'azienda verso un'estetica meno scheumorfica, e ciò è effettivamente accaduto sia con iOS 7 che poi con OS X Yosemite, suscitando alcune critiche da parte degli utenti.